# Amhyadesia californica
Amhyadesia californica is een mijtensoort uit de familie van de Hyadesiidae. De wetenschappelijke naam van de soort is voor het eerst geldig gepubliceerd in 1979 door Fain & Ganning.